# Palacio de Villa Suso
El palacio Villa Suso es un edificio situado en Vitoria, capital de Álava.

## Localización
Está en el casco viejo, en la plaza del Machete, entre las iglesias de San Miguel y San Vicente.

## Historia
Se construyó en 1539 por orden de Martín Salinas, embajador en la corte del emperador Carlos I de España.

## Descripción
Este palacio siglo XVI aúna historia y técnica y su construcción se ha adaptado a las necesidades actuales, siempre manteniendo su estilo original, propio de la arquitectura renacentista.
Martín de Salinas y Buendía fue embajador del infante Fernando de Hungría y Bohemia  en la corte de Carlos V. El palacio muestra su escudo en dos fachadas, en la plaza de Villa Suso y en la plaza del Machete, sobre las escaleras de San Bartolomé. En el escudo muestra en los cuarteles 1 y 4 una cruz flordelisada y cinco panelas (Adurza). En los cuarteles 2 y 3, una cruz flordelisada con dos estrellas y dos medias lunas (Bermeo). El águila coronada aparece por merced del rey Fernando de Hungría. La escalera y torre hacen referencia al abuelo de Martín de Salinas, Juan de Salinas, quien liberó la fortaleza de  San Vicente que había sido tomada por los Calleja. 
El palacio tiene tres salones provistos de todos los avances tecnológicos, para cubrir las necesidades de cualquier empresa. También disponen de recursos para interpretación simultánea, megafonía, personal especializado, proyectores, vídeo, etc.

## Galería

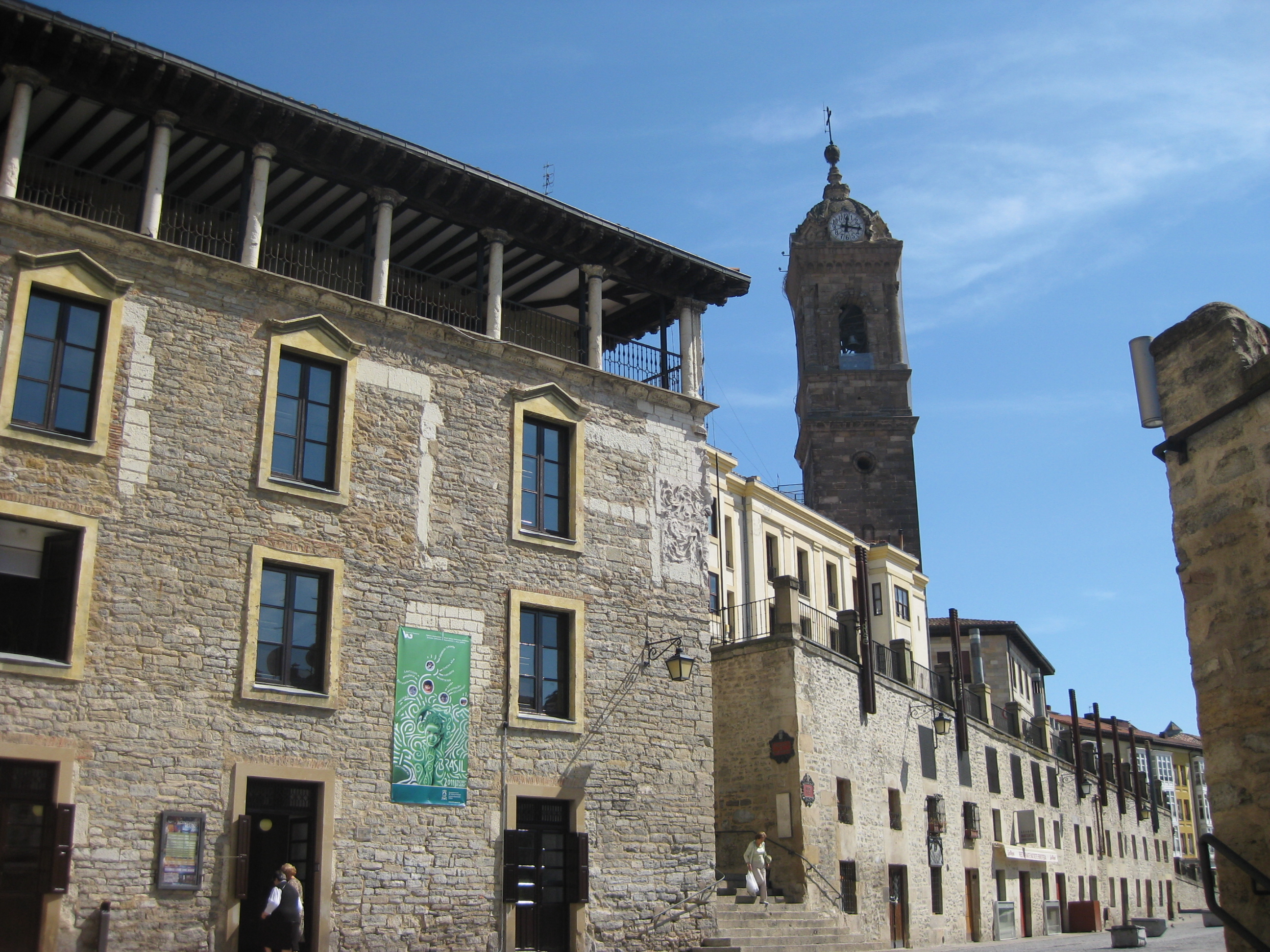
El Palacio y la Iglesia de San Vicente
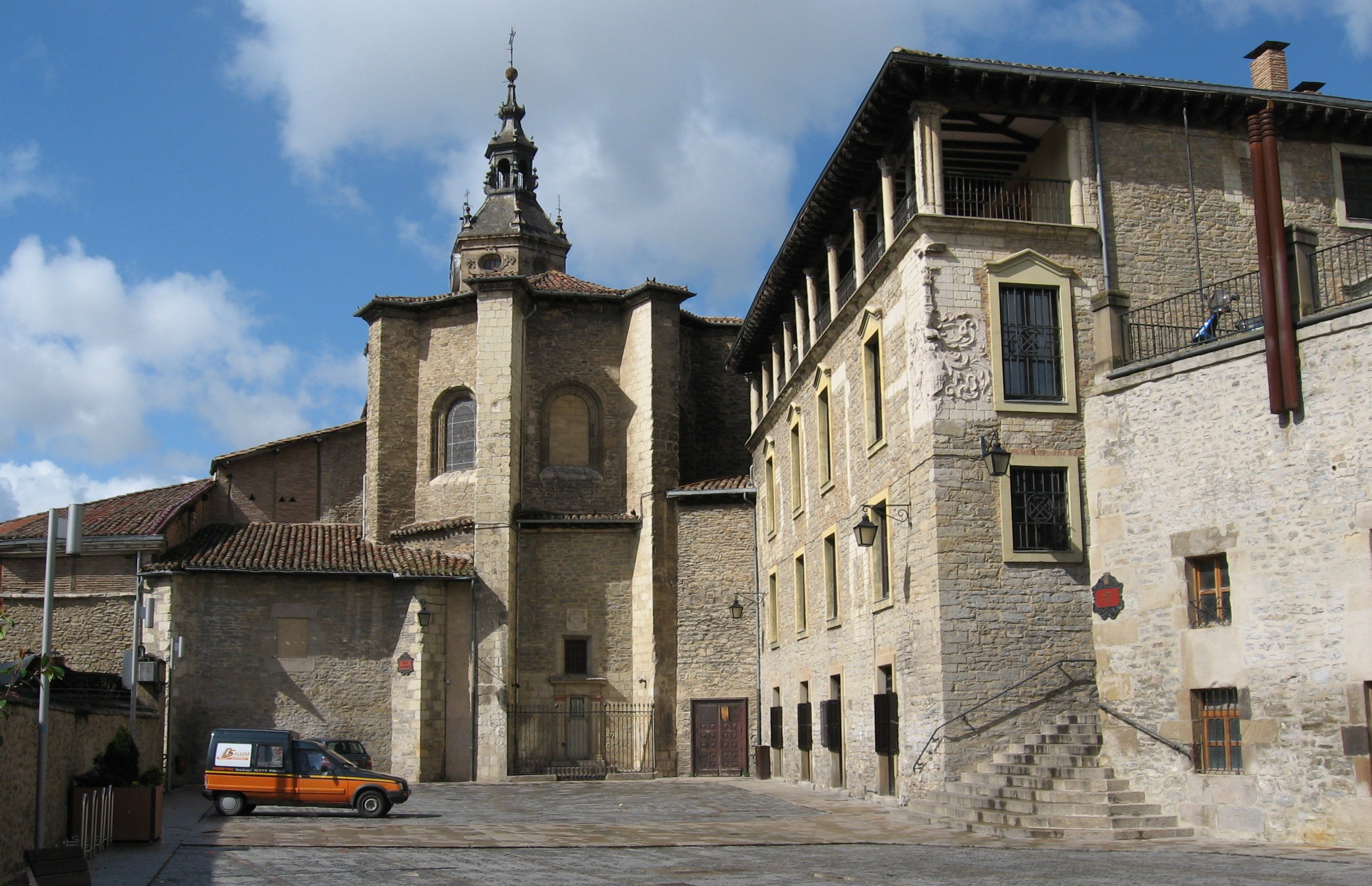
El palacio y la Iglesia de San Miguel.
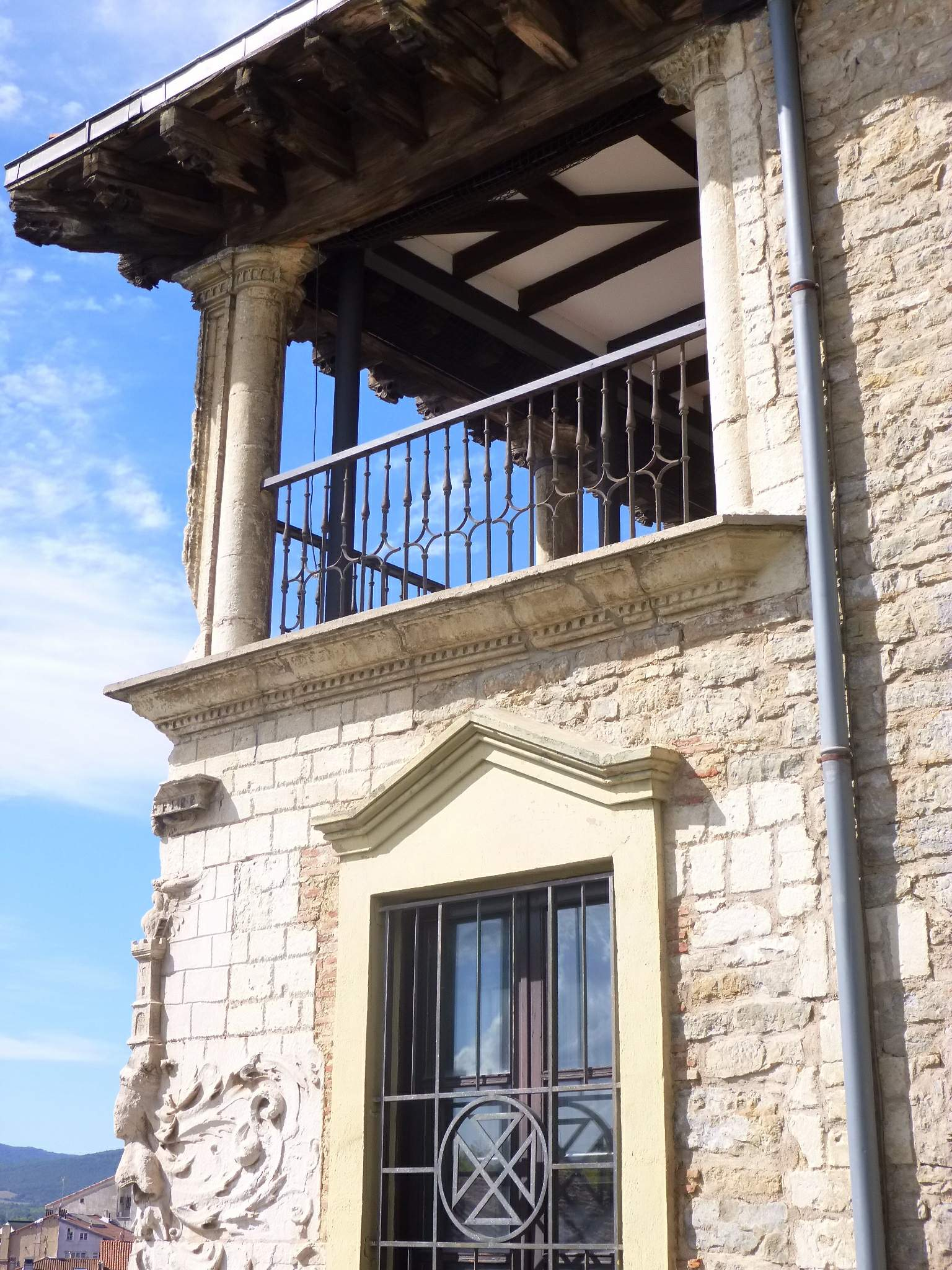
Balcón.
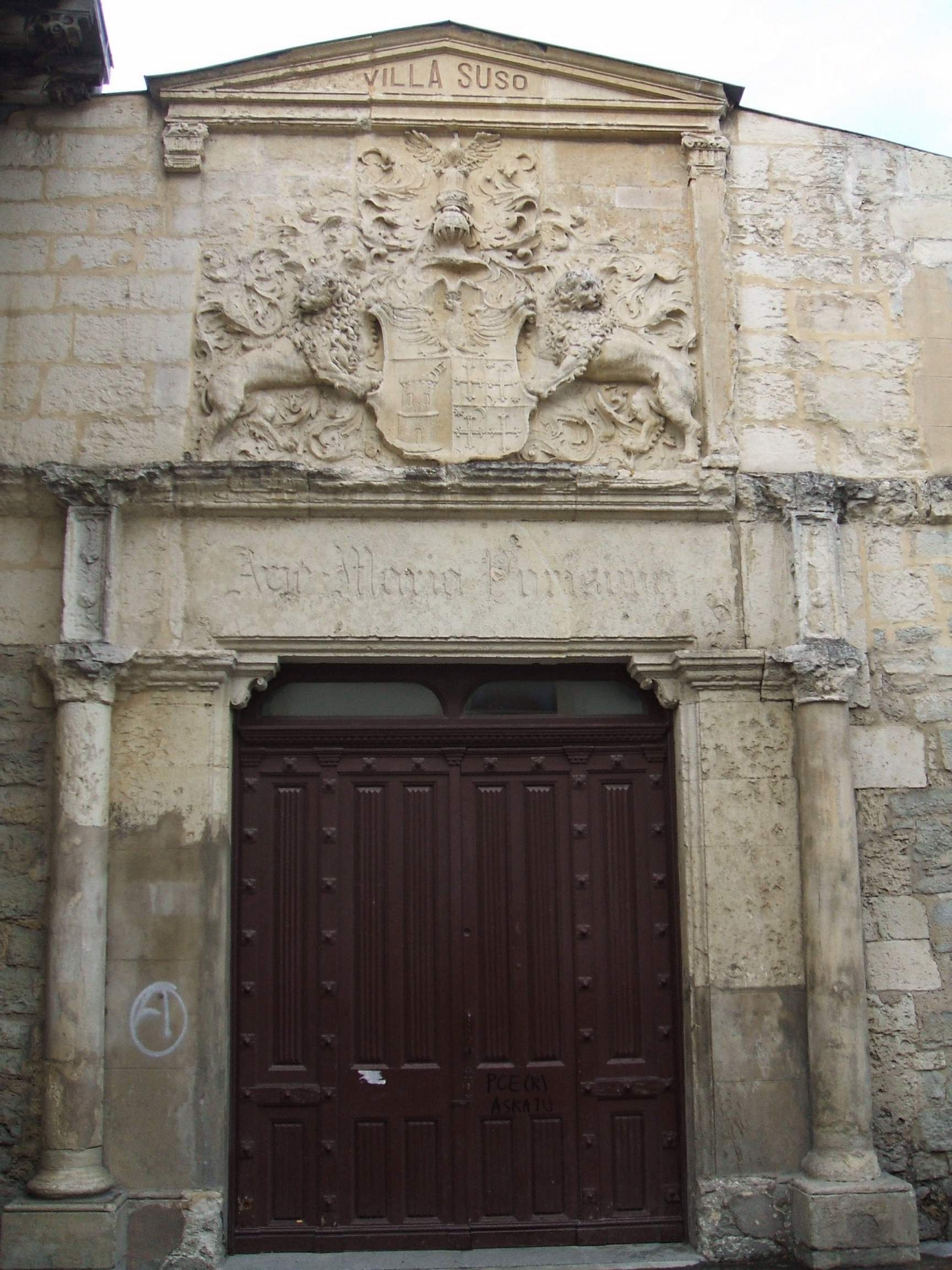
Parte trasera y escudo.